# 丰特斯德莱翁
丰特斯德莱翁，是西班牙埃斯特雷马杜拉巴达霍斯省的一个市镇。总面积110平方公里，总人口2719人（2001年），人口密度25人/平方公里。